# 王修 (民国)
王 修（おう しゅう、1886年 – 没年不明）は、中華民国の博物学者・官僚。字は梅堂。中華民国維新政府、南京国民政府（汪兆銘政権）で要人となった。

## 事績
清末に日本へ留学し、1911年（宣統3年/明治44年）3月に東京高等師範学校本科博物学部を卒業した。帰国後は福建省教育会会長、北京交通大学教授、曁南大学文学院教授兼理学院教授、上海交通大学教授と歴任する。その後、上海自然科学研究所所員として中日交流に従事した。
梁鴻志らによる華中での親日政権樹立活動に、王修も参加したと見られる。1938年（民国27年）3月28日、中華民国維新政府が設立されると、6月3日に教育部（部長署理：陳群）高等教育司長に任命され、後に臨時教員養成所副所長を兼ねた。翌1939年（民国28年）4月6日に教育部次長の顧澄が部長署理に昇進すると、同日に王修も同部次長に昇進している。
1940年（民国29年）3月30日、維新政府が南京国民政府（汪兆銘政権）に合流すると、同日、王修は監察院審計部（部長：夏奇峯）常務次長に任命された。1943年（民国32年）2月13日、国民政府で政務次長・常務次長の次長2人制が廃止され、次長1人制へ改組されると、王修が審計部次長に任命された。王はこのまま汪兆銘政権崩壊まで在任したと見られる。
汪兆銘政権崩壊後における王修の動向は不詳である。ただし、王が漢奸として摘発されたとの情報はない。

## 著作
- 『動物分類学』（商務印書館、出版年不明）[1]